# Xã Tiger Fork, Quận Shelby, Missouri
Xã Tiger Fork (tiếng Anh: Tiger Fork Township) là một xã thuộc quận Shelby, tiểu bang Missouri, Hoa Kỳ. Năm 2010, dân số của xã này là 205 người.